# التهاب العصب البصري
التهاب العصب البصري (بالإنجليزية: Optic neuritis)‏ هو التهاب يصيب العصب البصري. يسمى بالتهاب الحليمة (بالإنجليزية: papillitis)‏ عندما يصيب الالتهاب رأس العصب البصري، ويسمى بالتهاب العصب خلف المقلة (بالإنجليزية: Retrobulbar optic neuritis)‏ عندما يصيب الالتهاب الجزاء الخلفي من العصب البصري.
إن التهاب العصب البصري قد يعود لعدة أسباب قد تؤدي لفقدان البصر جزئيا أو كليا. يعد التصلب المتعدد واحدا من أهم أسباب التهاب العصب البصري، ويصيب النساء أكثر من الرجال.